# Títulos do America Football Club
Esta é uma relação de conquistas do America Football Club no futebol e em outros esportes.

## Futebol
O America apresenta em seu cartel de títulos a conquista do International Soccer League de 1962, competição amistosa disputada nos Estados Unidos da América também por grandes clubes da América do Norte e da Europa, o Torneio dos Campeões de 1982, torneio oficial organizado pela CBF que contava com a maioria dos grandes clubes do Brasil da época, a Taça Ioduran de 1917, a primeira competição interestadual oficial do Brasil, além dos 7 títulos da primeira divisão do Campeonato Carioca, os mais importantes entre os seus títulos estaduais, sendo o quinto clube em número de conquistas no Estado do Rio de Janeiro.
Excluindo as conquistas por mérito que não exclusiva ou necessariamente tem a ver com o desempenho de excelência em campo do time principal, como as da Taça Eficiência e da Taça Disciplina, os turnos e demais fases de campeonatos, como a da Zona Sul da Taça Brasil, o America ostenta 18 títulos oficiais apenas no futebol profissional.
Principais títulos
| INTERCONTINENTAIS  | INTERCONTINENTAIS                         | INTERCONTINENTAIS | INTERCONTINENTAIS                                                |
|                    | Competição                                | Títulos           | Temporadas                                                       |
| ------------------ | ----------------------------------------- | ----------------- | ---------------------------------------------------------------- |
|                    | International Soccer League               | 1                 | 1962                                                             |
| NACIONAIS          |                                           |                   |                                                                  |
|                    | Competição                                | Títulos           | Temporadas                                                       |
|                    | Torneio dos Campeões                      | 1                 | 1982                                                             |
| INTERESTADUAIS     |                                           |                   |                                                                  |
|                    | Competição                                | Títulos           | Temporadas                                                       |
|                    | Taça dos Campeões Estaduais Rio-São Paulo | 2                 | 1917, 1935                                                       |
| ESTADUAIS          |                                           |                   |                                                                  |
|                    | Competição                                | Títulos           | Temporadas                                                       |
|                    | Campeonato Carioca                        | 7                 | 1913, 1916, 1922, 1928, 1931, 1935 e 1960                        |
|                    | Campeonato Carioca - Série A2             | 3                 | 2009, 2015 e 2018                                                |
|                    | Torneio Extra(1)                          | 2                 | 1938 e 1952                                                      |
|                    | Torneio Relâmpago(1)                      | 1                 | 1945                                                             |
|                    | Torneio Início                            | 1                 | 1949                                                             |
| PRINCIPAIS TÍTULOS |                                           |                   |                                                                  |
|                    | Conquistas                                | Títulos           | Categorias                                                       |
|                    | Títulos oficiais                          | 18                | 1 intercontinental, 1 nacional, 2 interestaduais e 14 estaduais. |

(1) O Rio de Janeiro, na época, possuía status de Distrito Federal, equivalente ao de estado.
| FASE DE NACIONAL    | FASE DE NACIONAL        | FASE DE NACIONAL | FASE DE NACIONAL                    |
|                     | Competição              | Títulos          | Temporadas                          |
| ------------------- | ----------------------- | ---------------- | ----------------------------------- |
|                     | Taça Brasil - Zona Sul  | 1                | 1961                                |
| TURNOS DE ESTADUAIS |                         |                  |                                     |
|                     | Competição              | Títulos          | Temporadas                          |
|                     | Taça Guanabara          | 1                | 1974                                |
|                     | Taça Rio                | 1                | 1982                                |
|                     | Terceiro Turno          | 1                | 1955                                |
|                     | Taça Jayme de Carvalho  | 1                | 1976                                |
|                     | Troféu João Ellis Filho | 1                | 2010                                |
|                     | Torneio Extra Capital   | 1                | 2013                                |
|                     | Taça Corcovado          | 1                | 2017                                |
|                     | Taça Santos Dumont      | 1                | 2019                                |
| OUTROS ESTADUAIS    |                         |                  |                                     |
|                     | Competição              | Títulos          | Temporadas                          |
|                     | Taça Disciplina         | 6                | 1947, 1949, 1965, 1969, 1970 e 1983 |
|                     | Taça Eficiência         | 1                | 1936                                |
|                     | Torneio Ary Barroso     | 1                | 1965 (equipes mistas)               |

| INTERNACIONAIS AMISTOSOS | INTERNACIONAIS AMISTOSOS                      | INTERNACIONAIS AMISTOSOS | INTERNACIONAIS AMISTOSOS |
|                          | Competição                                    | Títulos                  | Temporadas               |
| ------------------------ | --------------------------------------------- | ------------------------ | ------------------------ |
| Peru                     | Imprensa Peruana                              | 1                        | 1955                     |
| Colômbia                 | Quadrangular de Bogotá                        | 1                        | 1961                     |
| Colômbia                 | Quadrangular de Medellín                      | 1                        | 1961                     |
| Estados Unidos           | Troféu Section l                              | 1                        | 1962                     |
| Brasil                   | Internacional Negrão de Lima                  | 1                        | 1967                     |
| Angola                   | Taça TAP                                      | 1                        | 1973                     |
| Espanha                  | Costa Dourada - Terragona                     | 1                        | 1983                     |
| Haiti                    | Triangular do Haiti                           | 1                        | 1998                     |
| NACIONAIS AMISTOSOS      |                                               |                          |                          |
|                          | Competição                                    | Títulos                  | Temporadas               |
| Espírito Santo (estado)  | Torneio Quadrangular Presidente Costa e Silva | 1                        | 1968                     |
| Bahia                    | Torneio Luís Viana Filho                      | 1                        | 1968                     |

#### Vice-campeonatos de destaque
- Vice-campeonato do Campeonato Carioca em 1911, 1914, 1917, 1921, 1929, 1950, 1954 e 1955
- Vice-campeonato do Torneio Extra em 1934 e 1941
- Vice-campeonato do Torneio Aberto em 1935
- Vice-campeonato do Torneio Municipal em 1944
- Vice-campeonato da Taça Guanabara em 1967, 1975, 1981, 1983 e 2006
- Vice-campeonato do Campeonato Carioca da Segunda Divisão em 1906
- Vice-campeonato do Torneio Início em 1916, 1929, 1934 e 1946
- Vice-campeonato do Torneio Quadrangular Gilberto Alves 1976
- - Vice-campeonato da Copa Vale do Paraíba de 1977
- Vice-campeonato do Torneio Quadrangular de Vitória da Conquista 1985
- Vice-campeonato do Torneio Internacional Charles Miller 1955
- Vice-campeonato do Torneio Pentagonal de Guadalajara 1961
- Vice-campeonato do Torneio Villa de Madrid 1977
- Vice-campeonato do Campeonato da Capital (fase da Copa Rio) em 1994

### Categorias de base
Campeonato Carioca de 2° Quadros/Aspirantes: 7 vezes (1919, 1923, 1926, 1929, 1930, 1932 e 1968)
 Campeonato Carioca de Amadores: 2 vezes (1936 e 1940)
 Taça Fernando Loretti de Aspirantes: 1944
 Campeonato Carioca de Juniores: 6 vezes (1933, 1934, 1935, 1938, 1940 e 1941)
 Campeonato Carioca de Juniores da Série B: (2012 e 2021)
 Torneio Início de Juniores: 1953;
 Campeonato Carioca de Infanto-Juvenis: 2 vezes (1969 e 1979)
 Campeonato Carioca de Infantis: 1981
 Campeonato Carioca Especial de Infantis (Sub 15): 2012, 2013
 Campeonato Carioca Especial de Juvenis (Sub 17): 2013
 Campeonato Carioca Série A2 (Sub 17): 2024
 Campeonato Carioca de Juvenis: 1991

### Futebol Feminino
Vice-campeão do Campeonato Carioca de Futebol Feminino: 2007

## Esportes coletivos de quadra
Basquetebol
- Campeonato Estadual adulto de basquete feminino 1984, 1986 e 1987
- Campeonato Estadual juvenil de basquete feminino 1960, 1984, 1985, 1986 e 1988
- Taça Kanela adulto de basquete masculino 1983
- Taça Orlando Gleck adulto de basquete masculino 1981
- Campeonato Estadual juvenil de basquete masculino 1944 e 1945

 Futsal
- Campeonato Metropolitano adulto de futsal masculino 1960, 1961, 1962 e 1968
- Campeonato Estadual juvenil de futsal masculino 1964, 1967 e 1990
- Campeonato Estadual infanto-juvenil de futsal masculino 1958
- Campeonato Estadual mirim de futsal masculino 1973
- Campeonato Estadual pré-mirim de futsal masculino 2005

 Handebol
- Campeonato Estadual adulto de handebol masculino 1976
- Campeonato Estadual adulto de handebol feminino 2007
- Campeonato Estadual cadete de handebol feminino 2009
- Campeonato Estadual mirim de handebol feminino 2009

 Voleibol
- Campeonato Estadual infanto-Juvenil de voleibol masculino 1983
- Campeonato Estadual (AMEA) adulto de voleibol masculino 1930